# الهلالية (محافظة البكيرية)
الهلالية ، تقع في القصيم بجانب البكيرية.
أنشأها حجاج آل أبو غنام أحد أحفاد زهري السبيعي منشئ محافظة عنيزة وذلك أن حجاج وابنائه حميدان وسعد نزحوا إلى الهلالية في نهاية القرن العاشر الهجري وبداية القرن الحادي عشر الهجري وكانت عبارة عن رياض خصبة وفيرة المياه تحيط بها رمال النفود من الجنوب والشرق على شكل هلال ومن الناحية الشمالية والغرب مناطق جبلية فحفر بها حجاج وأولاده الآبار وغرسوا النخيل وبنوا الدور وأحاطوها بسور له بابان قبلي وجنوبي وبنوا فيه أركان سورها قلاعاً (أبراج) لإستخدامها لحماية البلدة عند الحاجة ولا يزال اثنان من الأبراج قائماً . وأما حدودها : فيحدها من الشرق:الغماس وعنيزة ،ومن الغرب الخبراء ،ومن الشمال والشمال الشرقي البكيرية،ومن الجنوب وادي الرمة .

## المناخ
تدخل ضمن الظروف المناخية التي تعرف بها منطقة نجد وهو المناخ الصحراوي المعروف بشدة الحرارة صيفاً وشدة البرودة شتاءً إلا أن ما يميز بلدة الهلالية هو أن المناخ خلال فصل الصيف يكون أقل حرارة مقارنة بمناخ نجد وسبب ذلك يعود لتأثير المزارع والبساتين المحيطة بالهلالية حيث تساهم بتلطيف درجات الحرارة صيفاً خصوصاً أن هنالك كثير من المزارع التي تقع في قلب الهلالية وأطرافها القريبة مما يلطف درجات الحرارة بسبب الرطوبة حيث أن كثافة الغطاء النباتي يسبب أعتدال درجات الحرارة صيفاً. كما تسقط الأمطار على الهلالية شتاءً بسبب الرياح العكسية الغربية.

## تاريخها

### نشأتها
عندما نشأت البلدة تم تأسيس مسجد جامع في وسطها وعمروه بالطين واللبن وسقفه من الجريد والخشب وذلك في مطلع القرن الحادي عشر الهجري ولا يزال قائماً على أساسه الأثري القديم

## معالم وآثار
- المرقب، ويقع في الجهة الشمالية الغربية من الهلالية، ويتخذ شكل البرج بشكل مخروطي، حيث قاعدته مستديرة الشكل، ويبلغ ارتفاعها 10م، وهو مبني من الأحجار الجيرية والطين، وقد شُيد منذ أكثر من 250 سنة، وقد جرى ترميمه، وكان الهدف من انشائه مراقبة العدو حيث يكشف جميع المناطق المحيطة بالبلدة، ويرصد كل عدو يقترب منها ويحمل راية بيضاء يرفعها في حالة الاشتباه باقتراب الأعداء، وإذا تأكد من وجود الاعداء أصدر صوتاً - بالإضافة إلى رفع الراية - للإبلاغ عن وجود عدو بعدها يبدأ الاستعداد للمواجهة والدفاع عن البلدة.
- المسجد القديم، يقع جنوبي غربي البلدة، وتحديداً وسط البلدة، ويُقدر عمر المسجد بحوالي 350 سنة، وقد أقيمت به إلى جانب الصلوات حلقات تحفيظ القرآن الكريم، وكان يضم مدرسة صغيرة يتعلم فيها طلبة العلم عند العلماء، وملحق بالمسجد يُعرف باسم حسو الهدف منها توفير مياه الشرب، والاغتسال للمصلين بالمسجد.
- المنزل، يقع شرق الهلالية، وهو عبارة عن موقع تاريخي، أقام فيه عبدالعزيز بن محمد بن سعود عام 1183هـ عندما غزا الهلالية، وقد سمي بعد ذلك بهذا الاسم.[2]

## الإمامة والآذان

### الإمامة
تولى الإمامة والخطابة في مسجد محمد بن عبدالوهاب بالهلالية كثير نذكر منهم :
- الشيخ : بن هد هود وقد انتقل للإمامة في المسجد الحرام بعد ذلك
- الشيخ دخيل الزين
- الشيخ عبد الله إبراهيم الزايد
- الشيخ عبد الله المقبل
- الشيخ حمد بن عبد الله المقبل
- الشيخ صالح محمد المقبل
- الشيخ محمد صالح المقبل
- الشيخ عبد الرحمن عبد الله العقلا
- الشيخ علي محمد الدريبي
- الشيخ عبد المحسن الفريح
- الشيخ صالح إبراهيم الحميدان
- الشيخ / إبراهيم بن صالح العواد
- عبد الرحمن فريح العقلاء

### الآذان
وممن تولى الأذان من المشايخ من سكان المنطقة :
- عقيل السلامة
- جريبيع الجريبيع
- عيد الزايد
- عبد العزيز حميدان التركي
- علي راشد السليمان
- فراج عبد الله الثويني
- منصور بن علي العريني
- تركي سعود التركي
- عبد الرحمن فريح العقلا

#### زيارةمحمد بن عبدالوهاب التميميللهلالية
لقد زار هذه البلدة الشيخ محمد بن عبد الوهاب ودرّسَ في جامع الهلالية ووعظ وأرشد وذلك أثناء رحلاته في سبيل نشر الدعوة وقد أقام في البلدة فترة وقد مكث قرابة الشهر على حسب إحدى الروايات وهذا حسب ما يرويه الكثير من كبار السن في هذه البلدة عن أسلافهم نقلاً عمن عايش الشيخ

## أمراء الهلالية
إمارة البلدة كانت ترجع للحميدان ثم الدريبي ثم العواد حي تولي الشيخ صالح بن إبراهيم العواد في عام 1341هـ امارة الهلالية وخلفة من بعدة ابنة الشيخ إبراهيم بن صالح العواد في عام 1351هـ والذي كان له دور فاعل في نقل بلدة الهلالية إلى مدينة أكثر تطورا في ظل ماتقدمه الدولة حفظها الله لتطوير سائر مدن المملكة وبعد وفاته عام 1406هـ تولى إبنه صالح العواد الامارة وبعد وفاته تولى رئاسة المركز اخيه عواد البراهيم العواد حتى وقتنا الحالي.

## انظر ايضاً
- القصيم
- بريدة

## وصلات خارجية
- مدرسة الهلالية.